# Toadette
Toadette (キノピコ, Kinopiko) is een personage uit de Nintendo-spellen, en Toads vrouwelijke wederhelft. Ze verscheen voor het eerst in Mario Kart: Double Dash!! als Toads partner en later verscheen ze in Paper Mario: The Thousand-Year Door.
Sinds Mario Party 6 verschijnt ze regelmatig als speelbaar personage in de Mario Party-reeks met als uitzondering Mario Party Advance en Mario Party DS.
Daarnaast verscheen ze als een speelbaar personage in Mario Superstar Baseball en Mario Kart Wii. Ze verscheen in Dance Dance Revolution: Mario Mix als de eigenares van een hotel dat Mario en Toad moesten herbouwen. Ze maakte een cameo in het begin van Super Mario Galaxy.
Toadette is een speelbaar hoofdpersonage in het computerspel Captain Toad: Treasure Tracker dat voor de Wii U en later voor de Nintendo Switch en Nintendo 3DS verscheen. Ook kan er als Toadette worden gespeeld in het spel New Super Mario Bros. U Deluxe, dat in januari 2019 uitkwam.